# Église en bois de l'Ascension de Skadar
Pour les articles homonymes, voir Église de l'Ascension.
L'église en bois de l'Ascension de Skadar (en serbe cyrillique : Црква брвнара Вазнесења Господњег у Скадру ; en serbe latin : Crkva brvnara Vaznesenja Gospodnjeg u Skadru) est une église orthodoxe serbe serbe située à Skadar, dans le district de Kolubara et dans la municipalité d'Osečina en Serbie. Elle est inscrite sur la liste des monuments culturels protégés de la république de Serbie (no SK 607).

## Présentation
L'église a été fondée par des habitants venus de Skadar dans l'actuelle Albanie ; ce sont ces habitants qui donné son nom au village serbe.
Elle a été construite en 1720 et a été brûlée plusieurs fois par les Ottomans. Quelques œuvres anciennes ont survécu à ces aléas historiques, dont une icône représentant Saint Georges terrassant le dragon et peinte par Petar Nikolajević Moler, une icône représentant la Mère de Dieu et une lampe en bronze. L'extérieur est orné de six colonnes richement décorées et d'une porte sculptée située dans la partie ouest de l'édifice.
L'église a été restaurée en 1978.

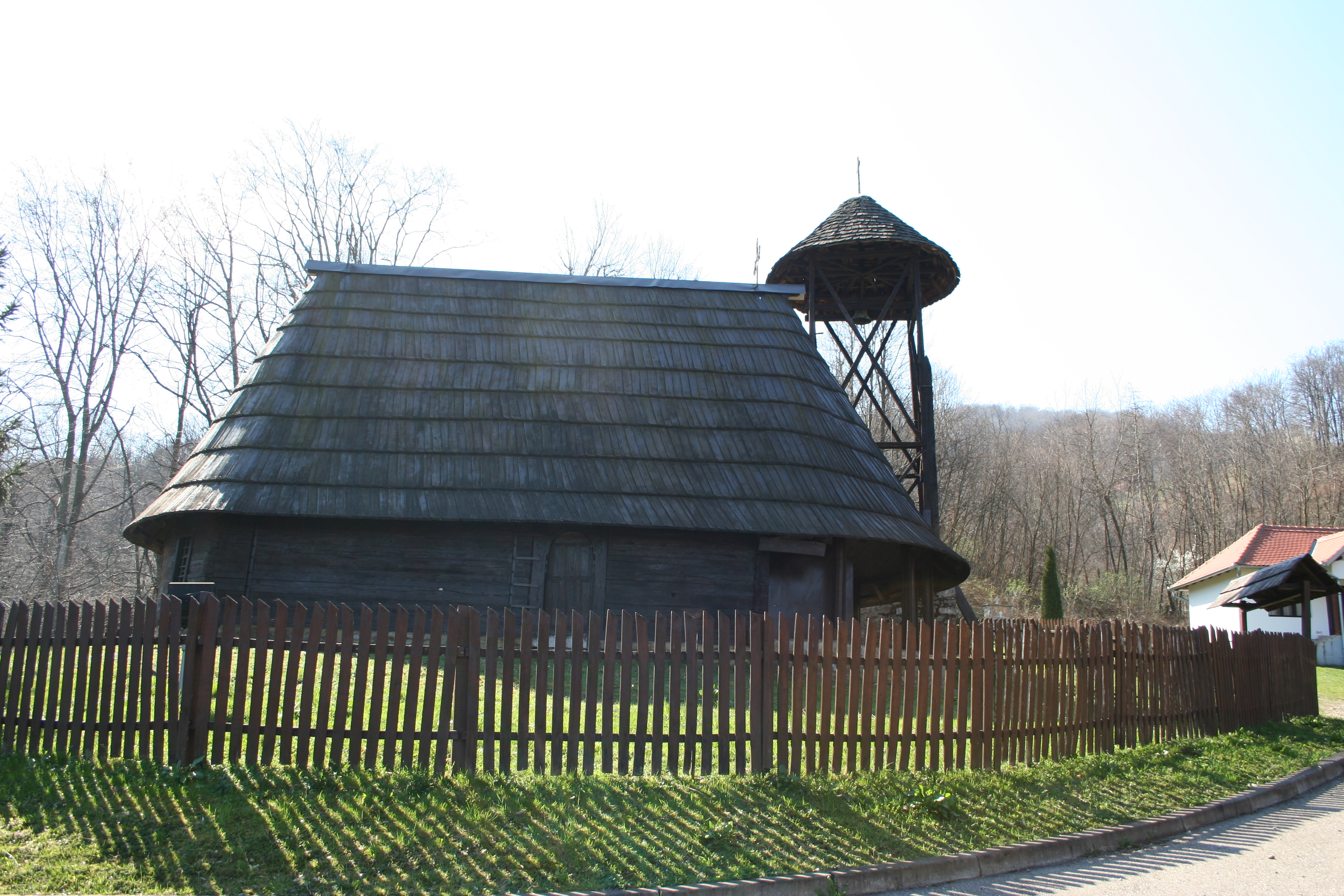
Autre vue de l'église
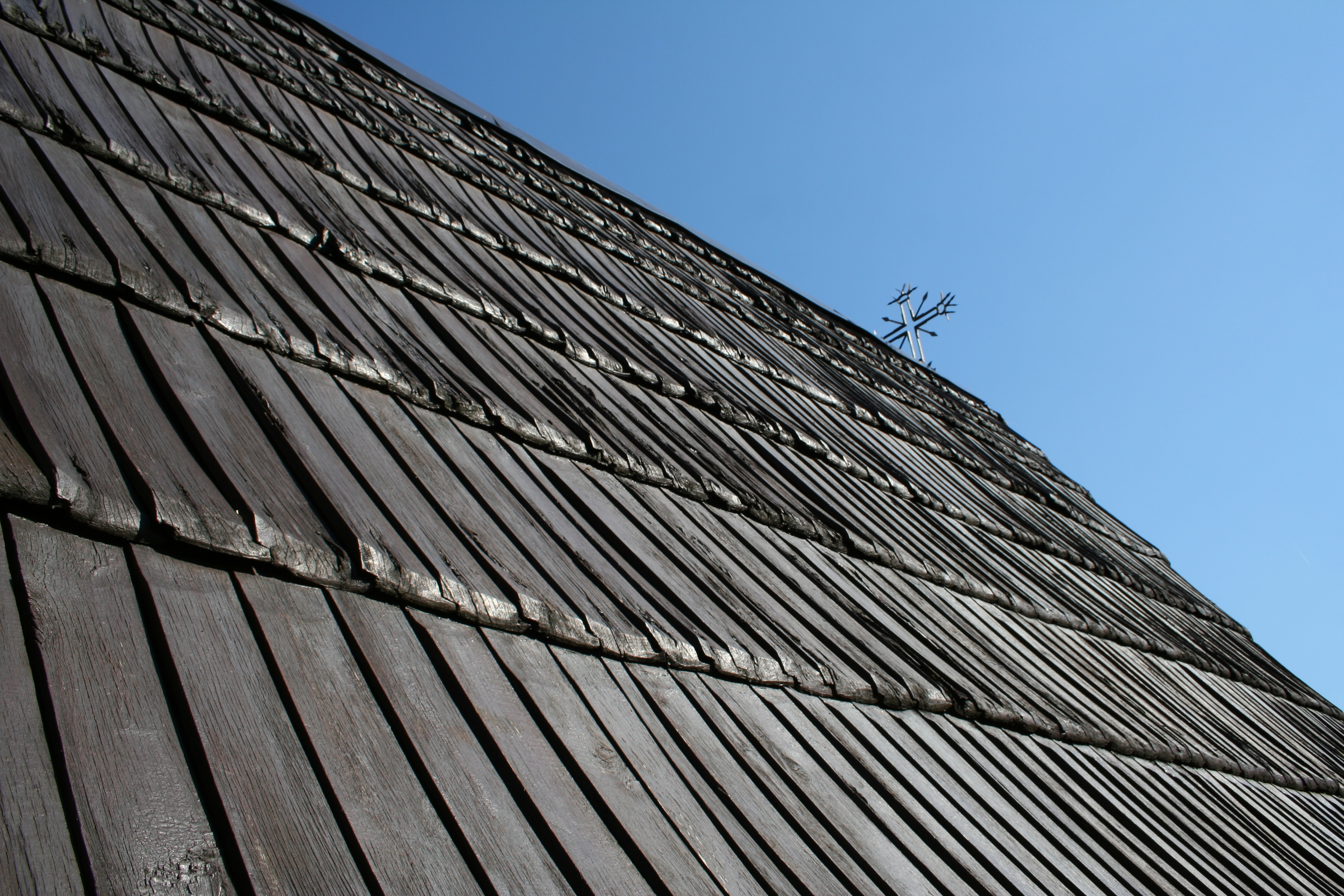
Détail du toit
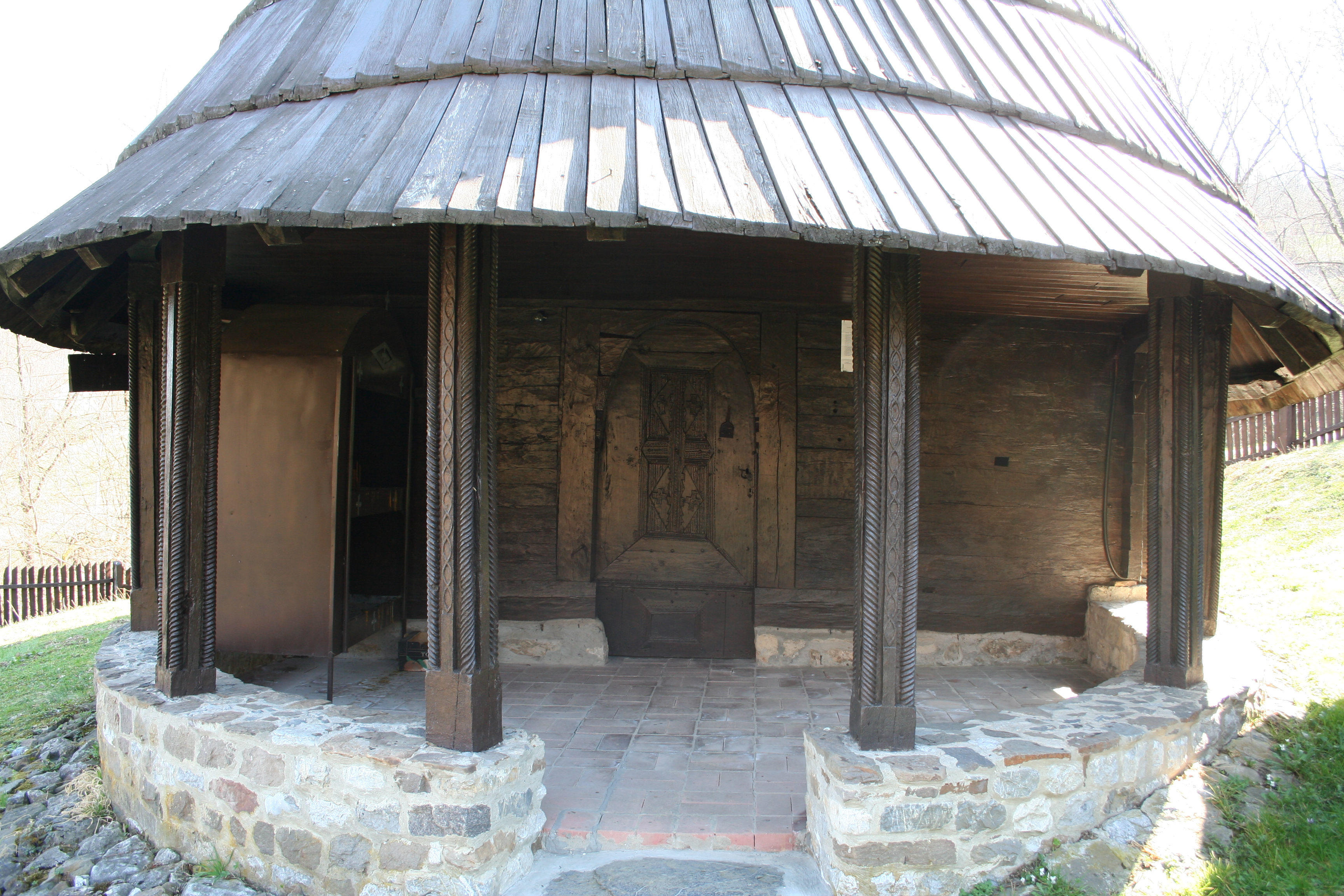
Détail du porche d'entrée
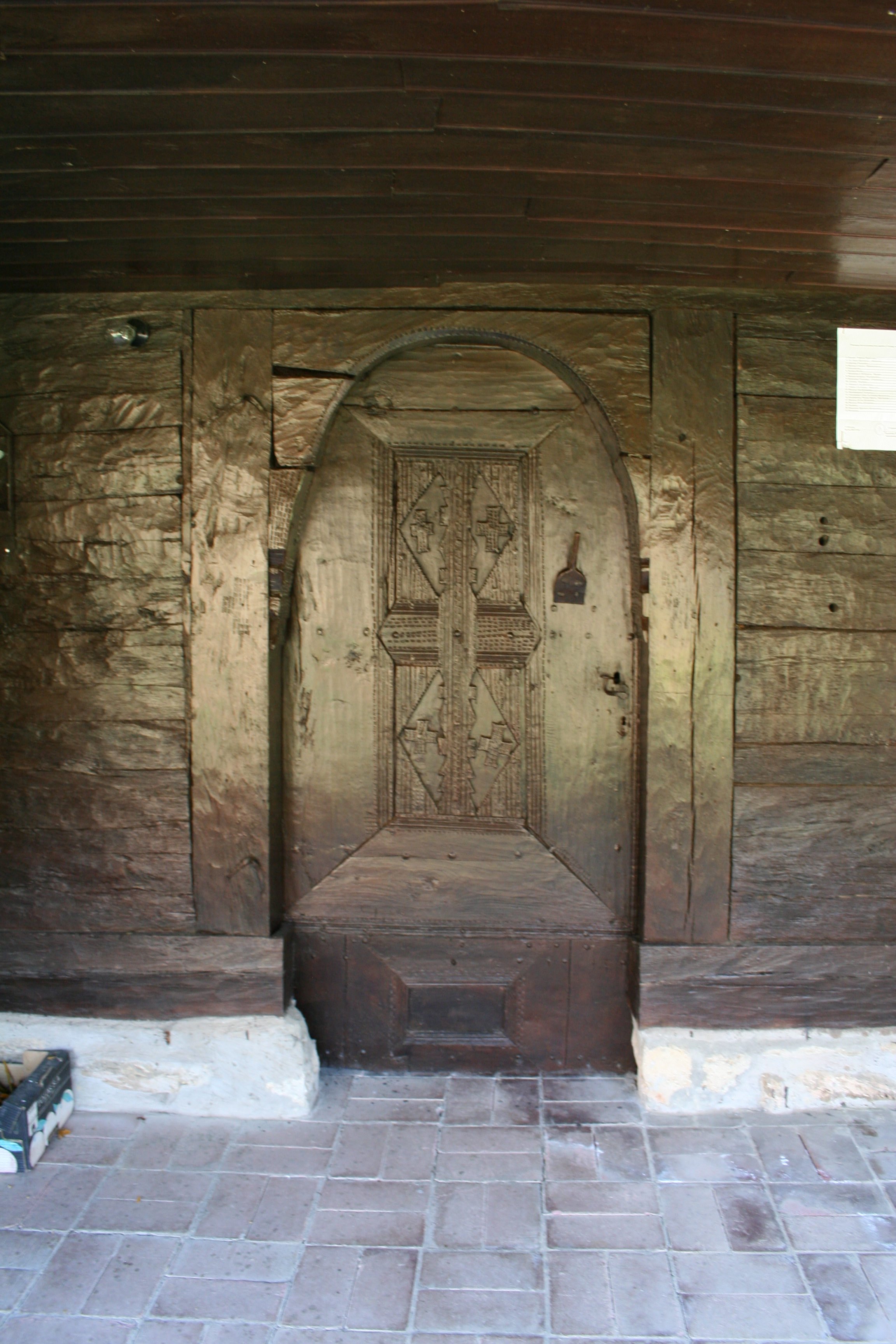
Détail de la porte d'entrée